# Gare de Lamanon
Gare de Lamanon – przystanek kolejowy w Lamanon, w departamencie Delta Rodanu, w regionie Prowansja-Alpy-Lazurowe Wybrzeże, we Francji.
Jest przystankiem Société nationale des chemins de fer français (SNCF), obsługiwanym przez pociągi TER Provence-Alpes-Côte d’Azur.

## Położenie
Przystanek znajduje się na linii Awinion – Miramas, w km 48,964, na wysokości 112 m, pomiędzy stacjami Sénas i Salon.

## Linie kolejowe
- Awinion – Miramas